# Friedhof Altona

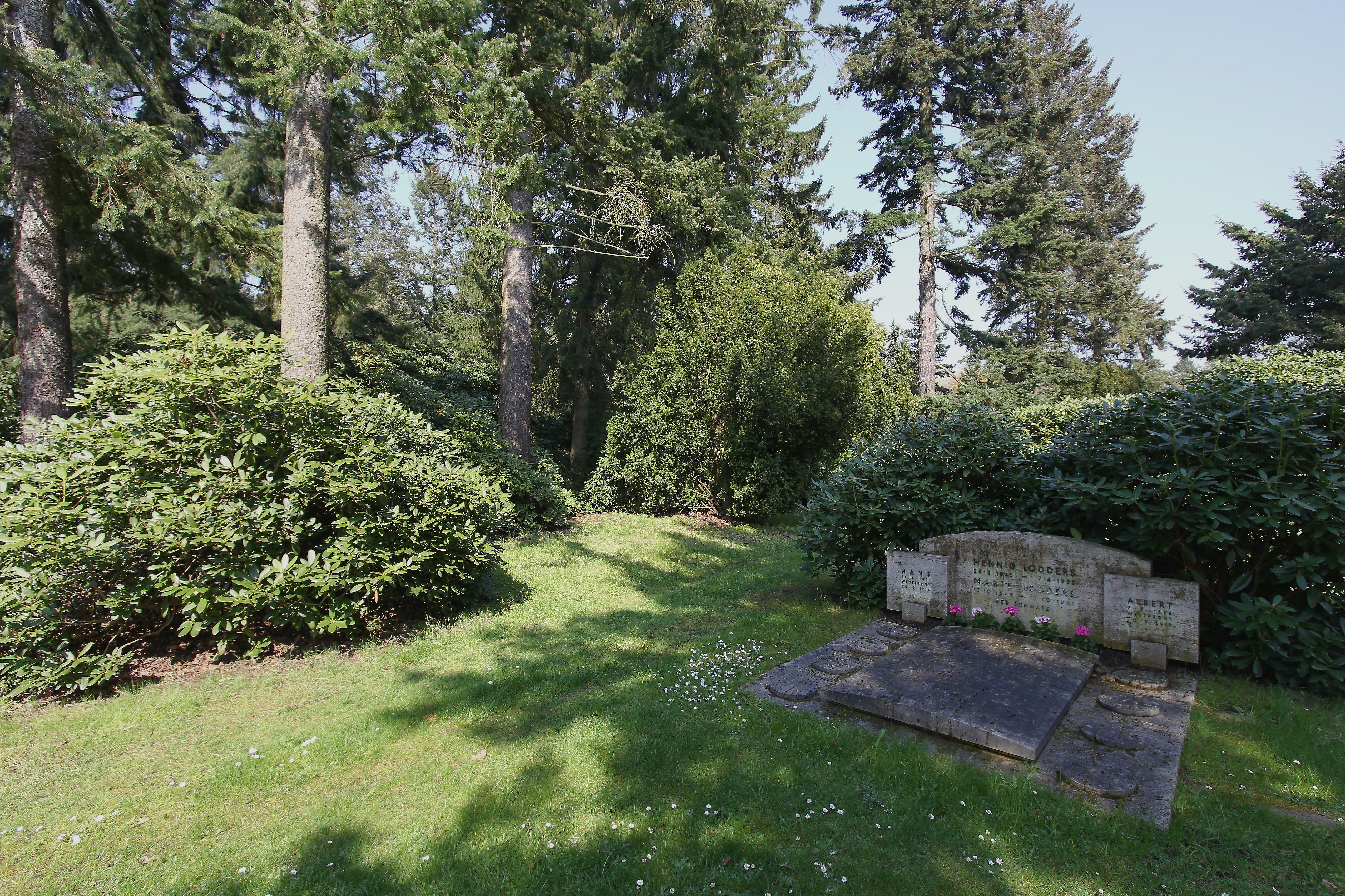
Grab im Waldteil des Friedhofes

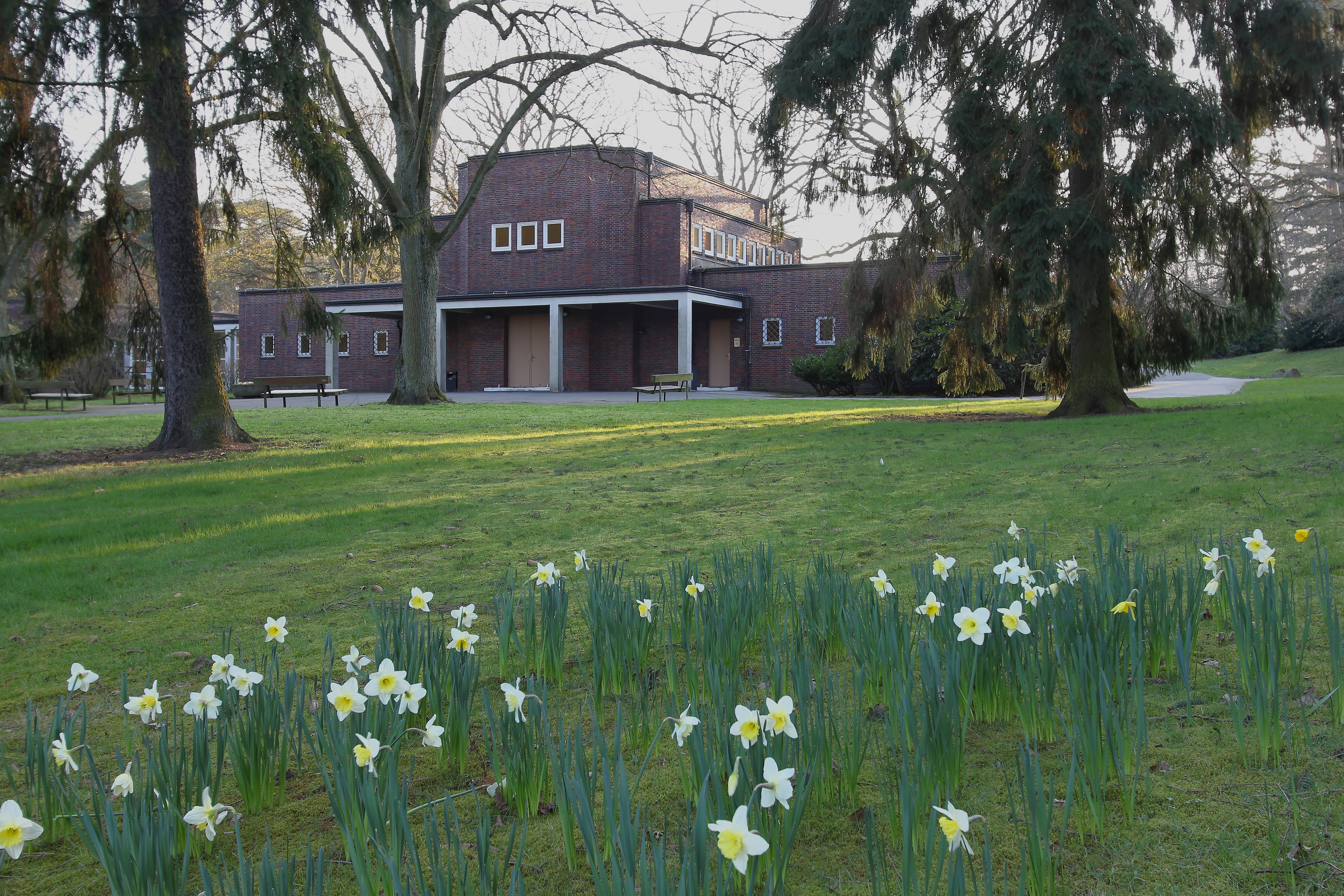
Friedhofskapelle

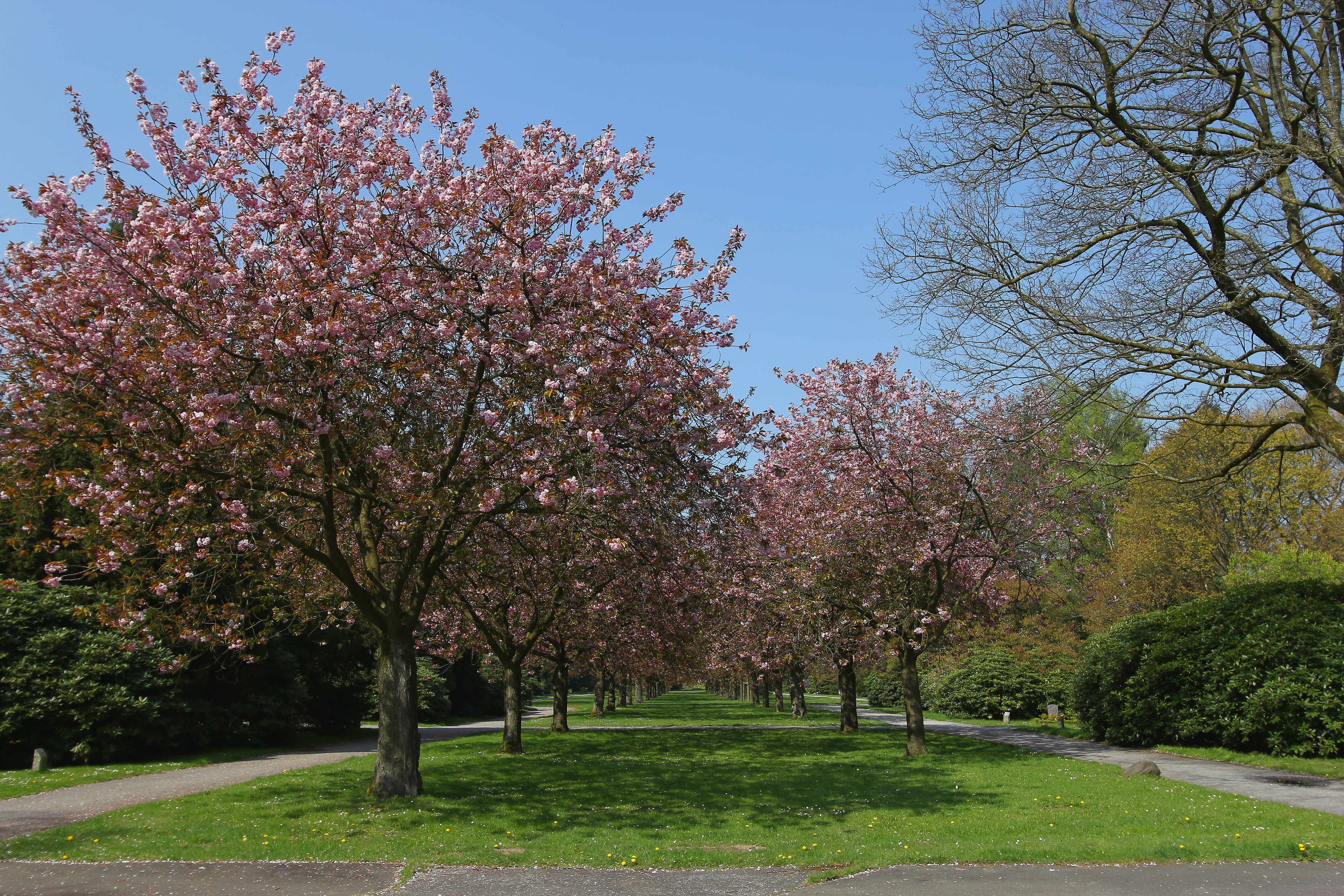
Hauptallee zur Mandelblüte

Der Friedhof Altona liegt im Nordwesten von Hamburg und ist mit 63 ha Fläche der drittgrößte Friedhof der Stadt. Der Haupteingang ist in der Stadionstraße. Er steht seit der Neufassung des Hamburger Denkmalschutzgesetzes im Jahre 2013 unter Schutz.

## Entstehungsgeschichte

### Planung
Die Stadt Altona erwarb eine 83 Hektar große Fläche, die sich aus ausgebeuteten Kiesgruben und Brachland zusammensetzte, um den Friedhof zu errichten.
Der Hauptfriedhof Altona wurde ab 1913 vom damaligen Altonaer Gartenbaudirektor Ferdinand Tutenberg geplant. Durch die als Zentralfriedhof für die Stadt Altona vorgesehene Anlage sollten die bisherigen kleinen kirchlichen Friedhöfe abgelöst werden und mit der großzügigen Grünfläche ein zeitgemäßes stadtplanerisches Element verwirklicht werden. Baubeginn war im Frühjahr 1920, die erste Beisetzung erfolgte am 2. Oktober 1923, noch vor der offiziellen Eröffnung am 1. November 1923. Die Festansprache hielt der Altonaer Oberbürgermeister Bernhard Schnackenburg drei Monate vor seinem Tod.

### Landschaftsfriedhof
Tutenbergs Plan verfolgte das Konzept eines „architektonisch-landschaftlichen“ Friedhofs, der auch den weniger Bemittelten Einwohnern der Stadt ein würdiges Begräbnis ermöglichen sollte. Zur Erläuterung seiner Vorstellungen schrieb Tutenberg 1928:
„Wer seine Toten besucht, soll nicht den Anblick weithin sich dehnender Gräberreihen haben, sondern soll durch den begrenzten Raum des Gärtchens die Möglichkeit innerer Sammlung erlangen.“
So wurde ein achsenbezogenes, geometrisch ausgerichtetes Wegenetz angelegt, dessen Zentrum die breite alleeartige Mittelachse bildet. Der Abschluss wurde später ein Ehrenfriedhof für die Gefallenen des Zweiten Weltkriegs. Westlich dieser Achse liegen abwechslungsreich wald- und parkähnlich gestaltete Teile, auf der östlichen Seite ist die in konzentrischen Kreisen angelegte Urnenbeisetzungsfläche bestimmend.
Innerhalb des Wegenetzes wurden unterschiedlich große „Gräbergärten“ für Reihengräber und Wahlgräber angelegt, die von Hecken unterschiedlicher Arten umgrenzt waren. Ein Großteil ist inzwischen jedoch durch Rhododendren ersetzt worden. Zwischendurch stehen immer wieder Bäume, zu einem großen Teil Buchen. Durch die Trennung der Grabfelder wurde eine Aufteilung in bevorzugte und weniger bevorzugte Grablagen aufgebrochen. Dabei finanzierten die Wahlgrabstellen die benachbarten preiswerteren Reihengräber mit.
Der überwiegende Teil der Gräber ist durch Grabstelen markiert, wodurch das angestrebte homogene Erscheinungsbild erreicht wird. Im Waldteil finden sich aber auch aufwändig gestaltete Grabmauern oder Grabkreuze.

### Gebäude
Auf dem Gelände befinden sich eine Kapelle und zwei Betriebshöfe der Friedhofsgärtnerei. Die Kapelle erweiterte Gustav Oelsner 1926 bis 1927 um den rechteckigen Arkadenvorbau. Für den Friedhof war zwar ursprünglich ein Krematorium geplant, wurde aber bis heute nicht gebaut.
Die Verwaltung befindet sich auf dem Friedhofsgelände und ist von der Stadionstraße aus zugänglich.

## Friedhof Altona heute
Bis 2012 erfolgten auf dem Friedhof bereits mehr als 100.000 Bestattungen.

### Kriegsgräber

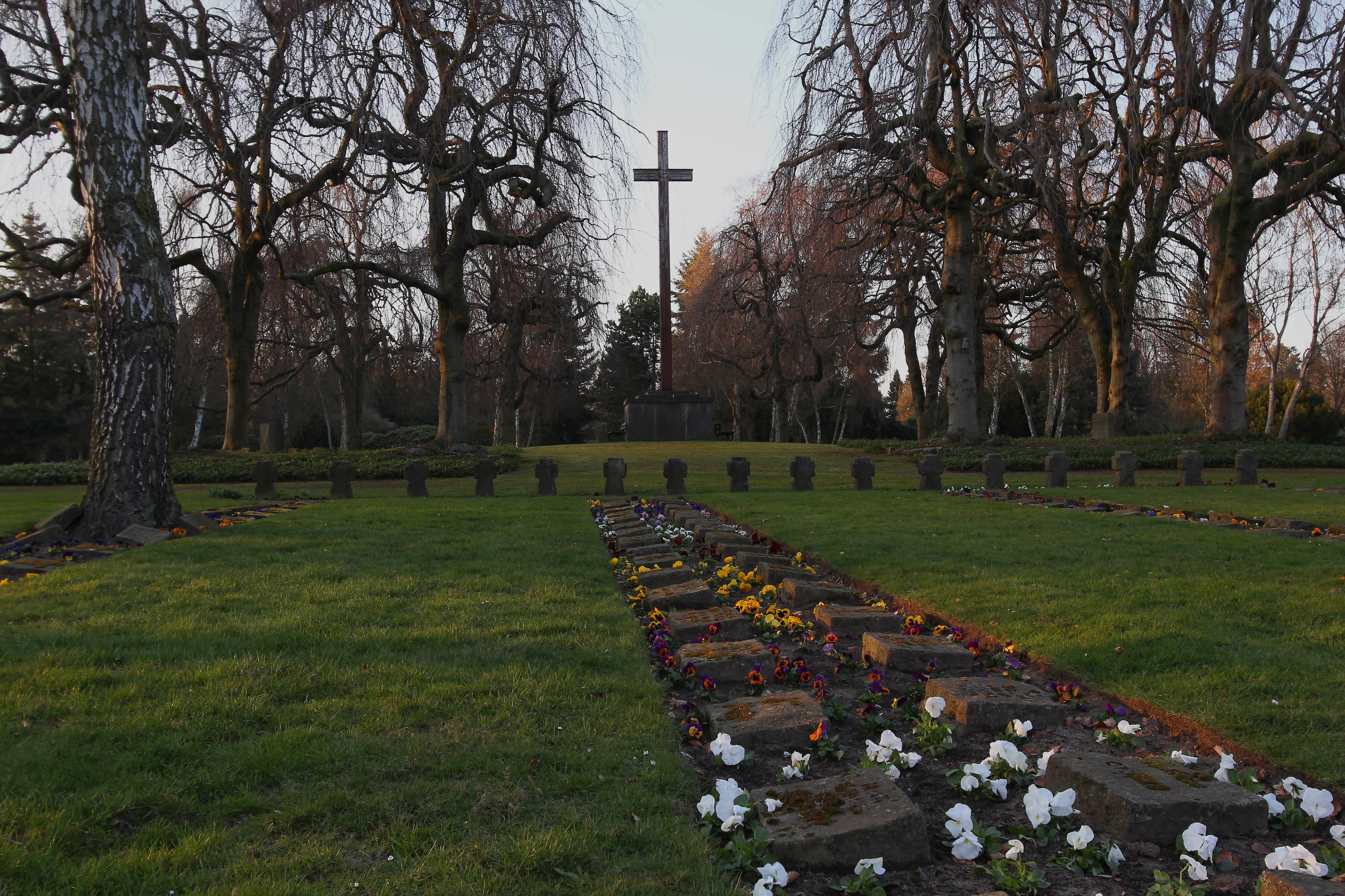
Zentrales Ehrenmal der Kriegsgräberstätte Altona

Auf dem Friedhof Altona befinden sich die Kriegsgräberstätte Altona mit Kriegsgräbern aus dem Zweiten Weltkrieg. Die überwiegende Zahl der Grabstätten sind Gräber von zivilen Bombenopfern aus Altona, aber auch Soldatengräber. Die heutige Anlage entstand gegen Ende der 1960er-Jahre als die während des Krieges verstreut auf dem Friedhof bestatteten Toten hierhin umgebettet wurden. Die Anlage wird von einem Hochkreuz beherrscht, in dessen unmittelbarer Umgebung die Soldatengräber liegen. Die Gräber der Bombenopfer sind in Form eines Kreuzes angeordnet. Als Grabsteine finden entweder stehende Steinkreuze oder liegende Grabplatten Verwendung. Die Steine sind bis auf das Symbol eines Eisernen Kreuzes und den Namen des Toten schmucklos, Geburts- und Sterbedaten sind nicht angegeben.

### Denkmäler

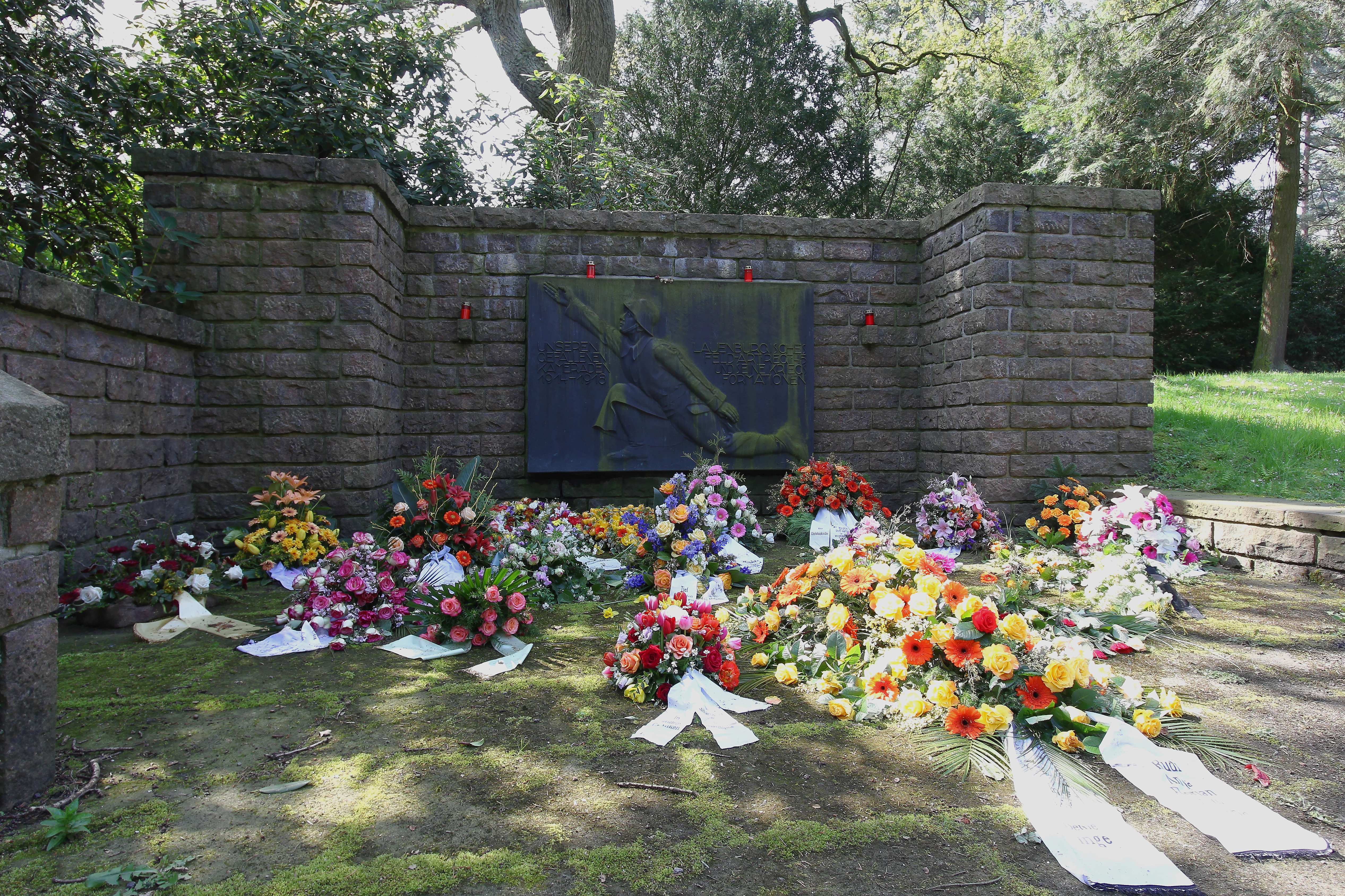
Denkmal Lauenburgisches Feld-Artillerie Regiment 45 1914–1918.

Auf dem Friedhof gibt es ein Denkmal zum Ersten Weltkrieg in Form eines Sitzenden Soldaten und ein weiteres Denkmal zum Ersten Weltkrieg von Ludwig Kunstmann für das Lauenburgische Feld-Artillerie Regiment 45.

### HSV-Friedhof
Seit 2008 gibt es im nordöstlichen Teil des Geländes ein speziell für Grabstätten von Fans des Hamburger Sportvereins gestalteter Friedhof. Das Volksparkstadion liegt unmittelbar angrenzend auf der anderen Seite einer außerhalb des Friedhofs liegenden Straße. Bei der Gestaltung orientierte man sich an der Form eines Fußballstadions und übernahm andeutungsweise Elemente wie Tribünen, Fußballtor und Spielfeld. Teile des Geländes sind mit originalem Stadionrasen ausgelegt.

### Gräber bekannter Persönlichkeiten
Bekannte Gräber sind:
- Bernhard Schnackenburg (1867–1924), Altonaer Bürgermeister
- Alma Wartenberg (1871–1928), Frauenrechtlerin
- Hermann Hinrichs (1878–1944), Sozialdemokrat, Gewerkschaftsfunktionär
- Adolf Jäger (1889–1944), Fußballspieler
- Paul Bugdahn (1890–1948), Mitglied der Hamburger Bürgerschaft
- Ernst Budzinski (1888–1951), Schauspieler
- Ferdinand Tutenberg (1874–1956), Planer des Friedhofes
- August Kirch (1879–1959), Altonaer Bürgermeister
- Konrad Hentrich (1880–1972), Sprachwissenschaftler
- Max Brauer (1887–1973), Altonaer Bürgermeister
- Rudolf Lodders (1901–1978), Architekt
- Herbert Tobias (1924–1982), Fotograf[5]
- Rudolf Beiswanger (1903–1984), Schauspieler am Ohnsorg-Theater, Theaterintendant
- Peter Beil (1937–2007), Schlagersänger
- Peter Rühmkorf (1929–2008), Dichter[5]
- Hans Benirschke (1925–2011), deutscher Journalist
- Werner Riepel (1922–2012), Schauspieler am Ohnsorg-Theater
- Eva Rühmkorf (1935–2013), Senatorin

## Zukünftige Entwicklung
Der Friedhof wird seit seiner Entstehung durch den Bezirk Altona verwaltet. Eine Integration in die zentrale Hamburger Friedhofsverwaltung ist im Rahmen einer Verwaltungsreform in der Diskussion, wird aber vom Bezirk Altona kritisch gesehen.

## Fotografien und Karte
Koordinaten: 53° 35′ 12″ N, 9° 53′ 19″ O

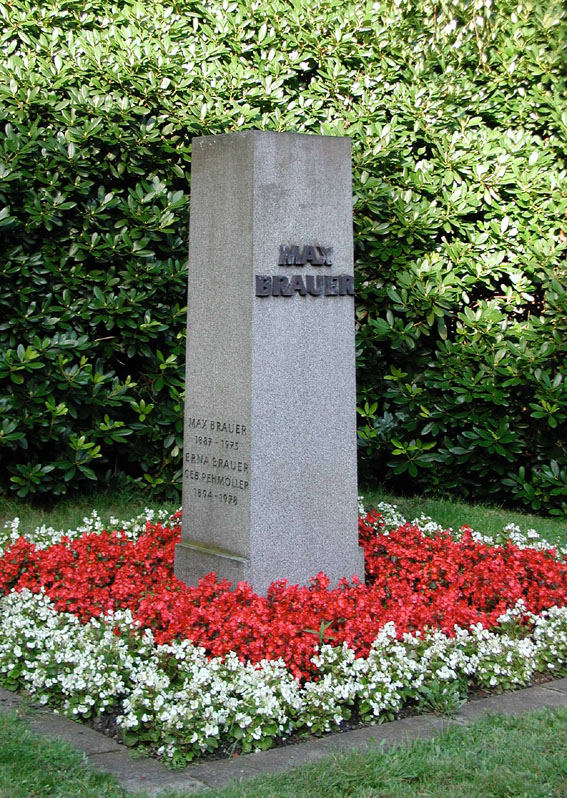
Das Grab von Max Brauer in typischer Grabstelenform
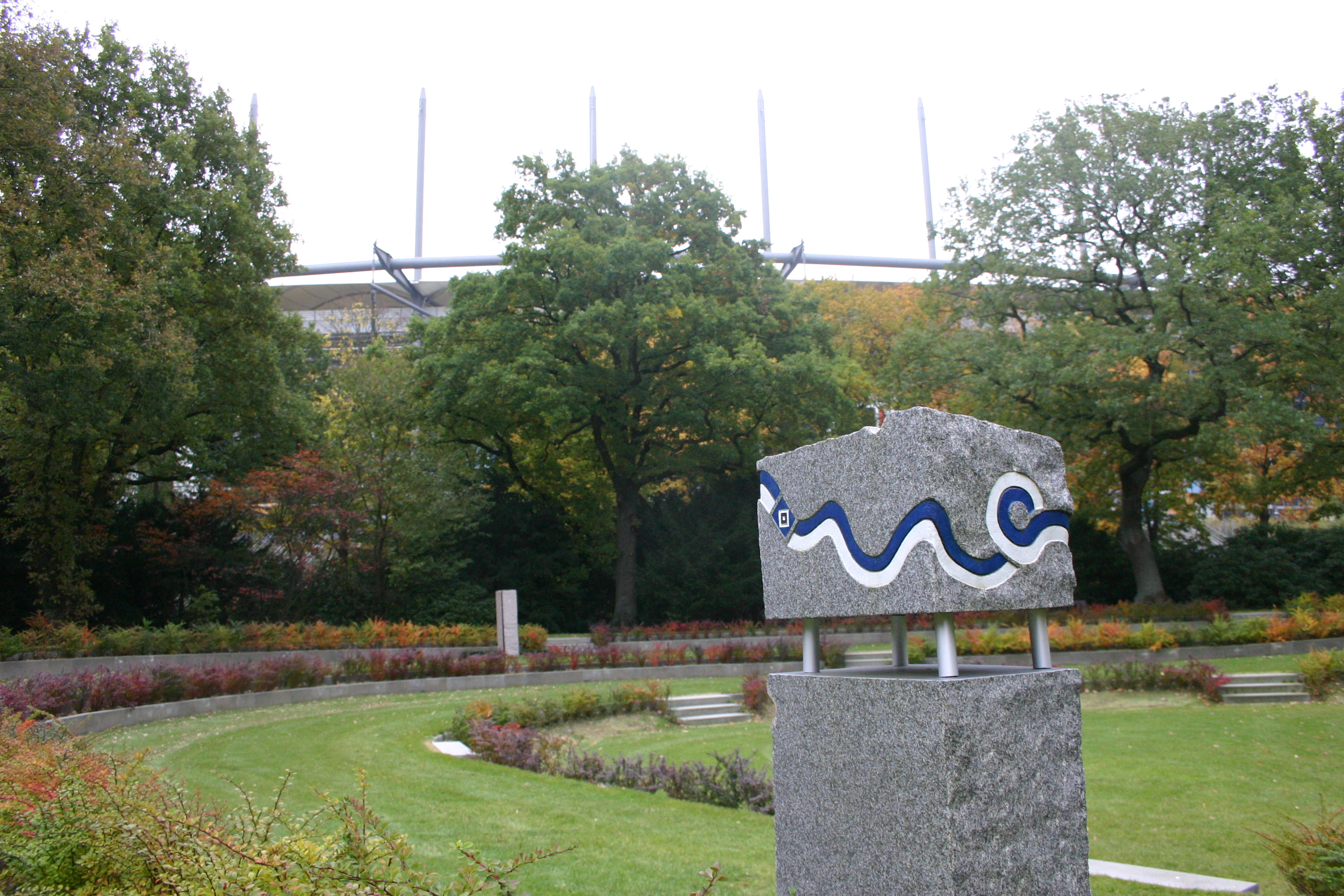
HSV-Friedhof, im Hintergrund das Stadion des HSV
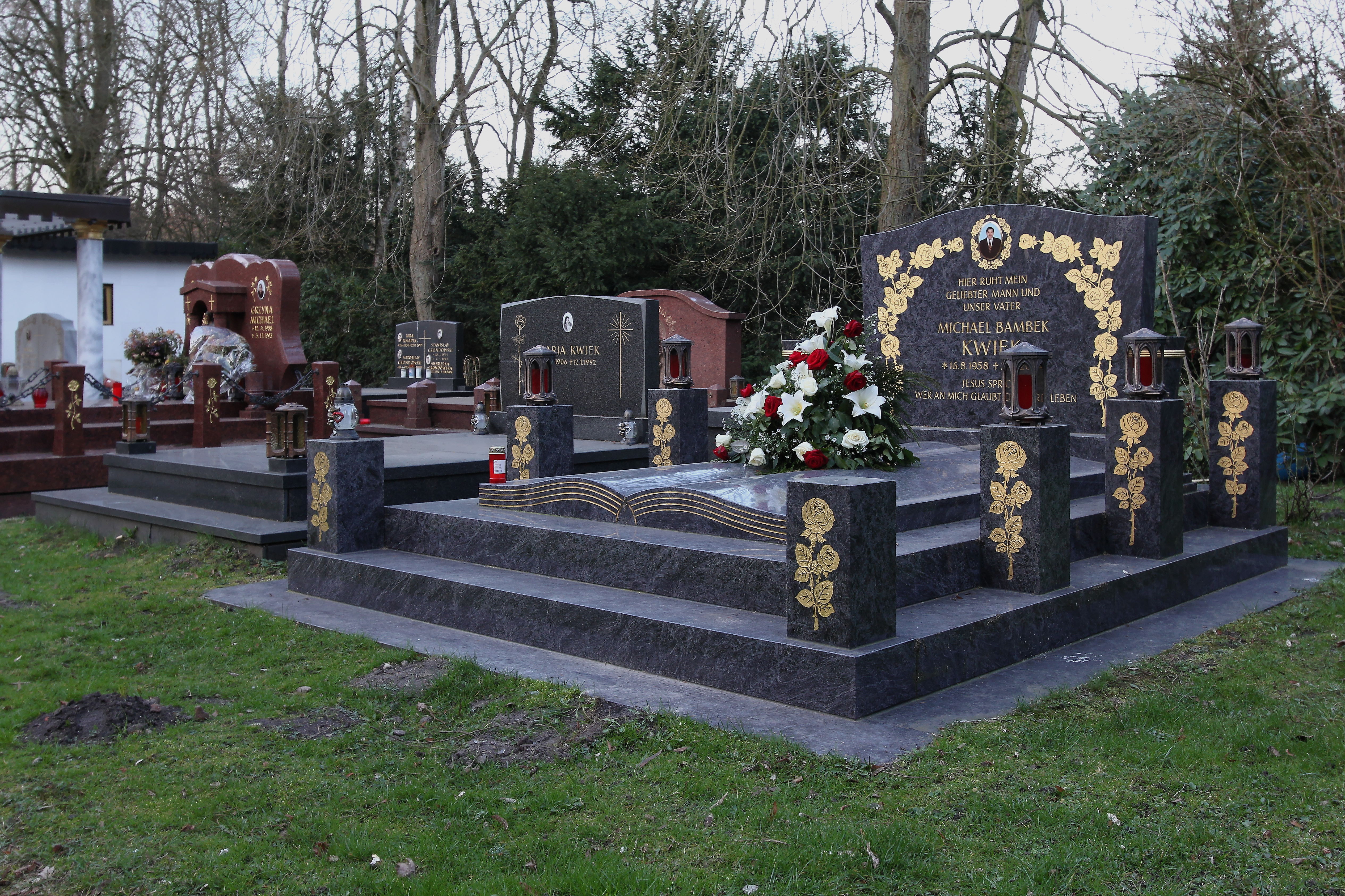
Roma-Gräber
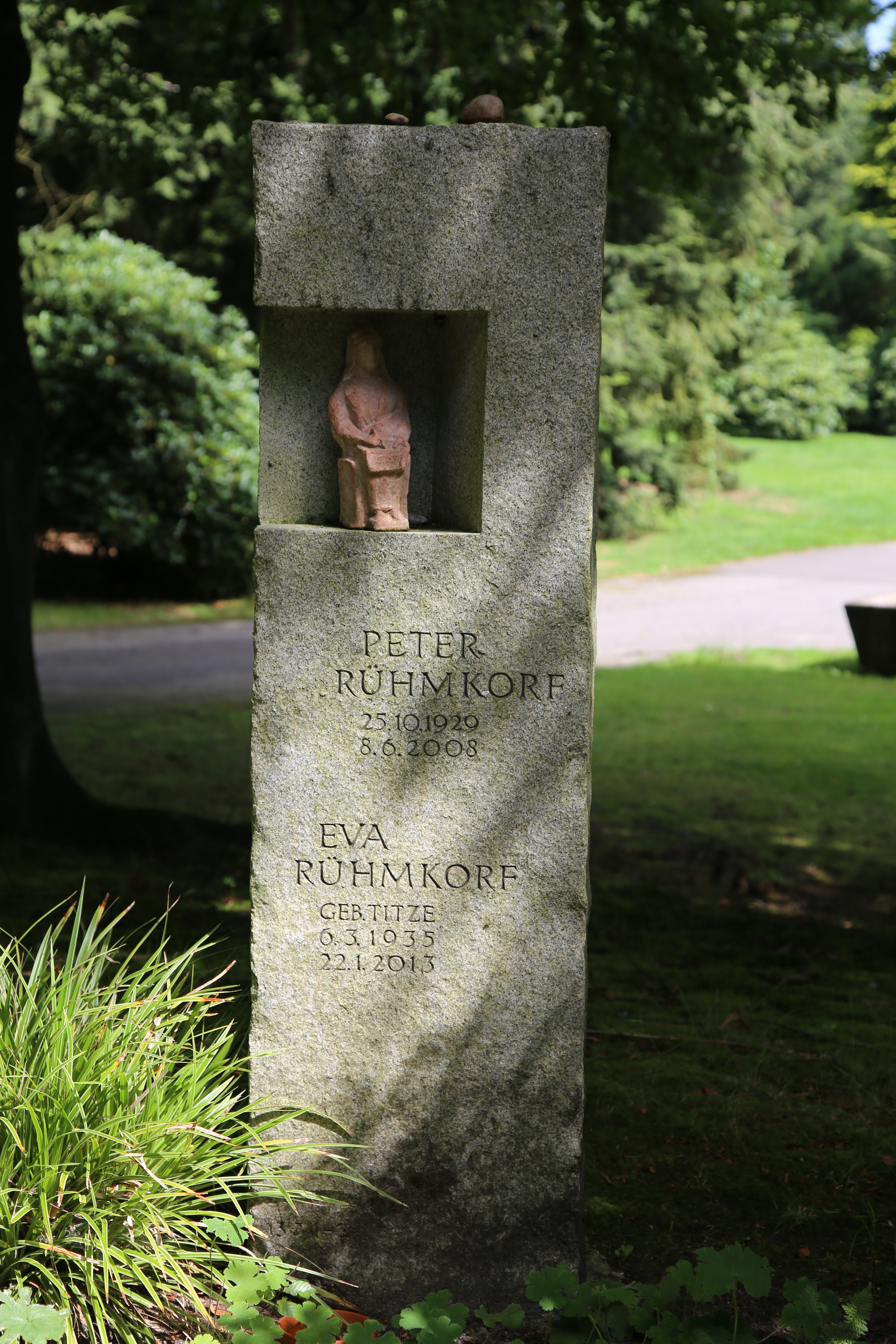
Grab von Eva und Peter Rühmkorf
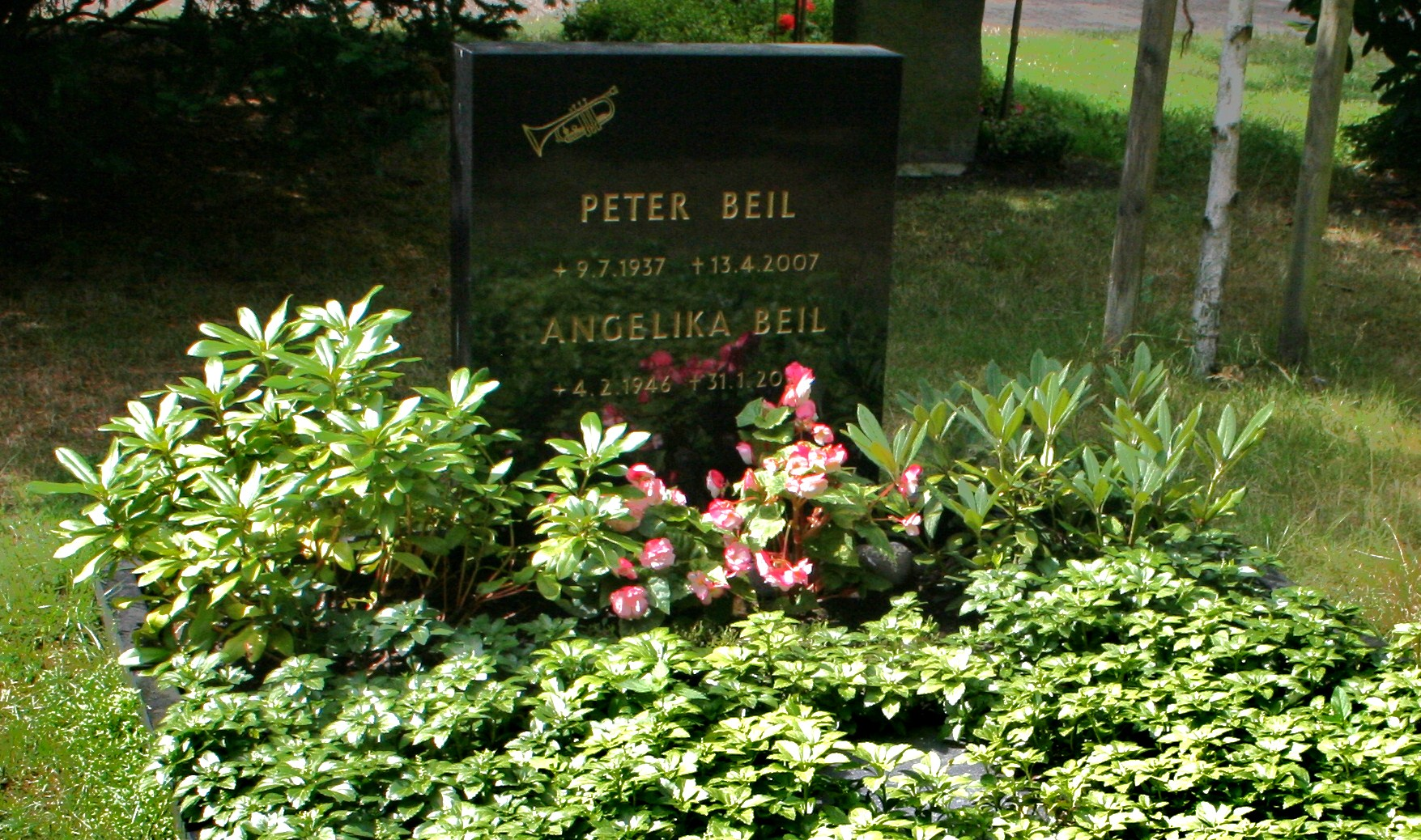
Grab von Peter Beil